# 利河 (愛爾蘭)
利河（英語：River Lee），是條位於愛爾蘭的河流，長約90公里，發源於科克郡西垂的夏爾山脈，流向科克，經科克港灣注入凱爾特海。